# Lamellobates bengalensis
Lamellobates bengalensis är en kvalsterart som beskrevs av Bhaduri och Dinendra Raychaudhuri 1968. Lamellobates bengalensis ingår i släktet Lamellobates och familjen Austrachipteriidae. Inga underarter finns listade i Catalogue of Life.